# Фадера, Алю
Алю Фадера (нидерл. Alieu Fadera; род. 3 ноября 2001, Fajara, Большой Банджул) — гамбийский футболист, вингер клуба «Комо» и сборной Гамбии.

## Клубная карьера
Фадера — воспитанник клуба «Реал де Банжул». В 2018 году он дебютировал в чемпионате Гамбии. В 2020 году Фадера перешёл в словацкий «Погронье». 27 июня в матче против «Злате Моравце» он дебютировал в словацкой Суперлиге. 4 июля в поединке против «Нитры» Алю забил свой первый гол за Погронье. Летом 2021 года Фадера перешёл в бельгийский «Зюлте-Варегем». 7 августа в матче против «Сент-Трюйдена» он дебютировал в Жюпиле лиге. 23 июля 2022 года в поединке против «Серена» Алю забил свой первый гол за «Зюлте Варегем».
Летом 2023 года Фадера перешёл в «Генк». Сумма трансфера составила 4 млн. евро. 9 июля состоялась его первая игра в составе новой команды против «Моленбека», где Фадера отметился первым забитым голом.

## Международная карьера
28 марта 2023 года в отборочном матче Кубка Африки 2023 против сборной Мали Фадера дебютировал за сборную Гамбии.